# Tiens-toé ben, j'arrive!
Albums de Diane Dufresne
À part de d'ça, j'me sens ben - Opéra-cirque
(1973)
Tiens-toé ben j'arrive! est le premier album de Diane Dufresne, sorti en 1972.
Il se vend à plus de 100 000 exemplaires au Québec et reste pendant plus de six semaines en tête des ventes. Le titre phare de l'album est sans conteste J'ai rencontré l'homme de ma vie, celui-ci bénéficiera d'ailleurs d'un remix en 2002 inclus dans la compilation Les Grands Succès, dans cette version Robert Charlebois assurera la voix masculine qui était tenue à l'origine par François Cousineau. La chanson Buzz est la première au Québec qui parle ouvertement et sans tabou de drogue douce, le pot (marijuana) et le hash (hashish) sont nommés directement. Cette dernière est la seule dont le texte n'est pas de Luc Plamondon mais bien de Marcel Lefevbre. 

## Édition33 Tours

### Titres
| 1. | Rond-point                       | Luc Plamondon / François Cousineau | 3:58 |
| 2. | Tiens-toé ben j'arrive           | Luc Plamondon / François Cousineau | 2:12 |
| 3. | J'avais deux amants              | Luc Plamondon / François Cousineau | 4:07 |
| 4. | En écoutant Elton John           | Luc Plamondon / François Cousineau | 6:30 |
| 5. | Tiens-toé ben j'arrive (Reprise) | Luc Plamondon / François Cousineau | 1:30 |

| 1. | Tiens-Toé Ben J'arrive (Reprise) | Luc Plamondon / François Cousineau   | 1:20 |
| 2. | J'ai rencontré l'homme de ma vie | Luc Plamondon / François Cousineau   | 3:00 |
| 3. | Quand j'te parle de même         | Luc Plamondon / François Cousineau   | 1:06 |
| 4. | Buzz                             | Marcel Lefevbre / François Cousineau | 3:17 |
| 5. | Rill pour rire                   | Luc Plamondon / François Cousineau   | 3:52 |
| 6. | La chanteuse straight            | Luc Plamondon / François Cousineau   | 4:22 |
| 7. | Berceuse pour un homme           | Luc Plamondon / François Cousineau   | 3:05 |

## Crédits
- Diane Dufresne : Chant
- Musiciens :
  - Piano, percussions, dialogue J'ai rencontré l'homme de ma vie : François Cousineau
  - Guitares : Red Mitchell
  - Basse : Claude Ménard
  - Saxophone Ténor, Alto, Flûte  : Libert Subirana
  - Saxophone Baryton, Ténor, Flûte : Jean Lebrun
  - Trompette : Serge Chevanelle
  - Violons : Otto Armin, Raymond Dessaint, Eugène Nemish, Ireneus Bogajewicz
  - Violoncelles : Jean-Luc Morin, Francis Duff-Jones
  - Violoneux : Ti-Jean Carignan Reel pour rire
  - Harmonica : Ron Audet
  - Guimbarde et Tap Dance : Buddy Hampton Reel pour rire
  - Batterie, percussions : Richard Provençal
- Chœurs : François Cousineau, Red Mitchell, Yves Lapierre, Denis Forcier, Pierre Sénécal, Diane Dufresne, Judi Richards, Lise Cousineau, France Castel
- Pour les chansons J'ai rencontré l'homme de ma vie et Buzz, la batterie et les percussions sont jouées par François Cousineau et Christopher Lancelot Castle, selon les notes de la pochette de l'album.

## Équipe technique
- Ingénieur du son : Ian Terry
- Photographie et conception graphique du livret : Pierre Dury (adaptation CD et  K7 : Marie-Josée Chagnon)
- Réalisation et Production : François Cousineau
- Production réédition : Gestion, Son et Image et Productions j'arrive